# Pieces of Ice
«Pieces of Ice» (español: Pedazos de hielo) es una canción escrita por Marc Jordan y John Capek y grabada por Diana Ross con el sello RCA. Fue lanzado como sencillo en 1983.
Éste es el primer sencillo del álbum Ross de 1983 y el único del álbum que entró al top 40, junto con otras canciones grabadas con la RCA a principio de la década de los 80.
El video fue el primero en el que Bob Giraldi trabajó como director, dirigiendo varios videos con Ross durante este período, y en el cual muestra a Ross con un body rojo. También fue el primer video de Ross que mostró una coreografía.

## Listas musicales
| Lista musical (1983)            | Posición más alta |
| ------------------------------- | ----------------- |
| UK Singles Chart                | 46                |
| Billboard Hot 100               | 31                |
| Billboard Hot Dance Club Play   | 17                |
| Billboard Hot R&B/Hip-Hop Songs | 15                |